# Pareto-principe
Het Pareto-principe, ook wel de 80-20-regel genoemd, is een economische regel die Vilfredo Pareto constateerde in zijn eerste paper "Cours d'économie politique" uit 1906. Hij stelde vast dat 80% van de bezittingen in Italië in handen was van 20% van de Italiaanse bevolking. De bedrijfsadviseur Joseph Juran populariseerde deze term.

## Algemeen
Joseph Juran ontdekte dat de 80-20-verhouding op heel veel aspecten toepasbaar is en generaliseerde de regel door te stellen dat 80% van de uitkomsten verklaard kan worden door 20% van de oorzaken. Zo kan in een schoolklas 20% van de kinderen 80% van het lawaai veroorzaken, terwijl in de chemische industrie 20% van de processen 80% van de uitstoot veroorzaakt. 
Door deze vuistregel te gebruiken kan men de efficiëntie van de probleemaanpak verhogen, door zich meteen op die 20% te richten. Dit principe werd door Dorian Shainin en Keki Bhote verder uitgewerkt en toegepast: door zich te richten op de variabele die de grootste invloed heeft, kan men een probleem efficiënt aanpakken.
In de media komt het paretoprincipe onder de aandacht bij weblogs: 80% van de mensen bezoekt 20% van de blogs. Evenzo wordt van gecompliceerde software (zoals tekstverwerkers, spreadsheets, e.d.) gezegd dat 80% van de gebruikers 20% van de functionaliteit gebruikt. Niet altijd zijn dergelijke uitspraken gebaseerd op onderzoek.

## Kritiek
Kritiek op dit paretoprincipe is dat het hier een versimpeling van de werkelijkheid betreft. Er is geen onderliggende wetmatigheid die suggereert dat 20% van de mensen 80% van de middelen dient te beheersen. In veel economische systemen is dit dan ook niet het geval. Zo kennen Scandinavische landen een veel gelijkmatigere verdeling en bijvoorbeeld Brazilië of de Verenigde Staten veel meer ongelijkheid. Evenmin is er een wetmatigheid die voorschrijft dat 20% van de oorzaken 80% van de gevolgen bewerkstelligt. Het kan evengoed zijn dat 30% van de oorzaken 70% van de gevolgen realiseert. De kritiek stelt dan ook dat gevonden verbanden dienen te worden beschouwd als toevalligheden, dan wel het gevolg zijn van perceptie of van "beeldend taalgebruik".

## Sorteren
Een betere manier om het Pareto-principe wetmatig te omschrijven is dat: een aanzienlijke minderheid van variabele x vaak een aanzienlijke meerderheid van variabele y veroorzaakt. Verschillende zaken in het leven luisteren (waarschijnlijk) naar deze stelling:
1. Een aanzienlijke minderheid van de bevolking (variabele x) veroorzaakt een aanzienlijke meerderheid van de gezondheidskosten (variabele y).
2. Een aanzienlijke minderheid van de bevolking (variabele x) veroorzaakt een aanzienlijke meerderheid van de criminaliteit (variabele y).
3. etcetera.

Je kunt de variabele x verdelen in categorieën waarvan je de variabele y afzonderlijk zou kunnen meten. Door dit te doen kun je deze categorieën van variabele x sorteren op basis van de waarde van hun variabele y. 
Wat het Pareto-principe ons leert gaat dus niet zo zeer om de exacte verhouding tussen variabele x en y, namelijk 20% van variabele x versus 80% van variabele y. Dat is slechts de verhouding die Pareto voor één meting vaststelde. Het gaat om het feit dat een minderheid (van een variabele x) de meerderheid (van variabele y) veroorzaakt. Met die wetenschap kun je sorteren en prioriteit geven aan de categorieën van variabele x met de hoogste waarde voor variabele y. Het maakt hierbij feitelijk niet zo veel uit of je nu 20% van variabele x of 10% van variabele x selecteert om prioriteit te geven. Het gaat om het feit dat je weet dat de eerste 10% in de sortering aanzienlijk meer van variabele y veroorzaakt dan de daaropvolgende volgende 90%. 

## 100% misvatting
Vaak wordt ook gedacht dat de twee variabelen tot 100% moeten optellen. Dit is niet juist aangezien het om twee verschillende variabelen gaat. Het kan dus net zo goed zijn dat 10% van variabele x, 95% van variabele y veroorzaakt. Ook kan 40% van variabele x, 90% van variabele y veroorzaken. 